# Kanalgatan, Skellefteå

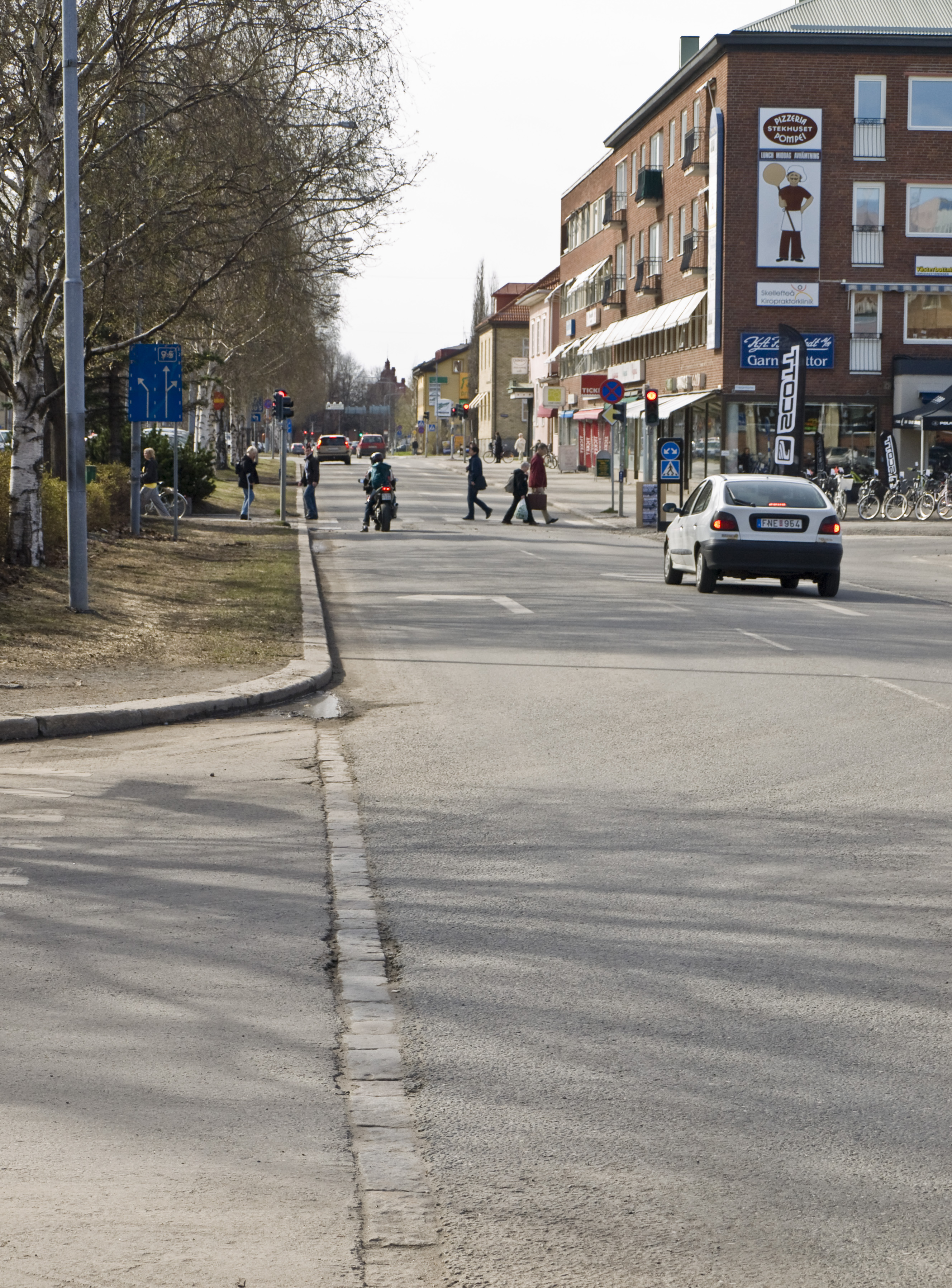
Kanalgatan, 2009.

Kanalgatan, Skellefteå, är den andra genomfartsleden genom centrum förutom Viktoriagatan. Kanalgatan är utformad som en esplanad med björkar planterade i den breda mittremsan. I mittremsan finns även parkeringsplatser. Kanalgatan startar vid Viktoriaplatsen, där Kanalskolan och Skellefteå Krafts huvudkontor ligger, korsar Viktoriagatan (E4) och fortsätter västerut förbi Torget och Sara Kulturhus, innan esplanaden övergår till en vanlig gata och byter namn till Bolidenvägen i Prästbordet.
Kanalgatan skapades i samband med stadsplanen 1883. Tidigare gick Kanalgatan i stadens dåvarande norra utkant utmed den dräneringskanal, vilken kulverterades på 1920-talet.